# Плевен (Кот-д’Армор, округ Генган)
Плеве́н (фр. Plévin) — коммуна во Франции, находится в регионе Бретань. Департамент — Кот-д’Армор. Входит в состав кантона Ростренен. Округ коммуны — Генган.
Код INSEE коммуны — 22202.

## География
Коммуна расположена приблизительно в 440 км к западу от Парижа, в 140 км западнее Ренна, в 65 км к юго-западу от Сен-Бриё.

## Население
Население коммуны на 2016 год составляло 761 человек.
| 1962 | 1968 | 1975 | 1982 | 1990 | 1999 | 2008 | 2016 |
| ---- | ---- | ---- | ---- | ---- | ---- | ---- | ---- |
| 1185 | 1015 | 883  | 774  | 781  | 774  | 789  | 761  |

## Администрация
| Период | Период | Фамилия       | Партия       | Примечания     |
| ------ | ------ | ------------- | ------------ | -------------- |
| 2001   | 2008   | Мари Круазье  |              |                |
| 2008   | 2014   | Анри Ле Дран  |              |                |
| 2014   |        | Доминик Коген | Разные левые | торговый агент |

## Экономика

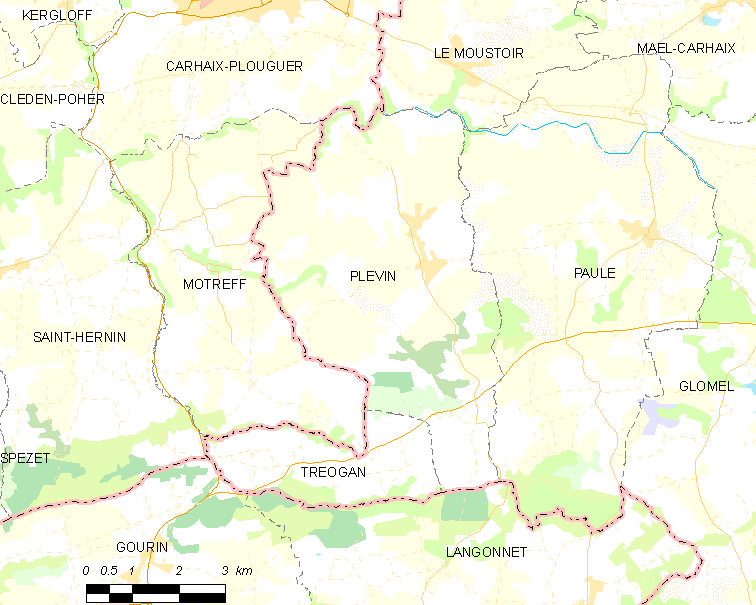
Карта коммуны

В 2007 году среди 472 человек в трудоспособном возрасте (15-64 лет) 333 были экономически активными, 139 — неактивными (показатель активности — 70,6 %, в 1999 году было 71,0 %). Из 333 активных работали 308 человек (171 мужчина и 137 женщин), безработных было 25 (11 мужчин и 14 женщин). Среди 139 неактивных 38 человек были учениками или студентами, 64 — пенсионерами, 37 были неактивными по другим причинам.